# Confédération nationale des syndicats de travailleurs paysans
La Confederación nacional de los sindicatos de trabajadores campesinos (CNSTP) fue una organización del sindicalismo agrícola francés de inspiración anarcosindicalista que existió desde 1981 hasta 1987.
Creada en 1981 por el agrupamiento de varios movimientos autónomos que venían desarrollando su actividad en numerosas luchas durante los años 70. Entre las personas que tuvieron parte en el nacimiento de la confederación destacan nombres como François Dufour, Bernard Lambert y José Bové.
En las elecciones de las cámaras agrícolas en 1983, el CNSTP obtuvo el 7 %.
En 1987 funda junto a otro sindicato minoritario, el FNSP la Confédération paysanne.
- Datos: Q2992785